# Yurok

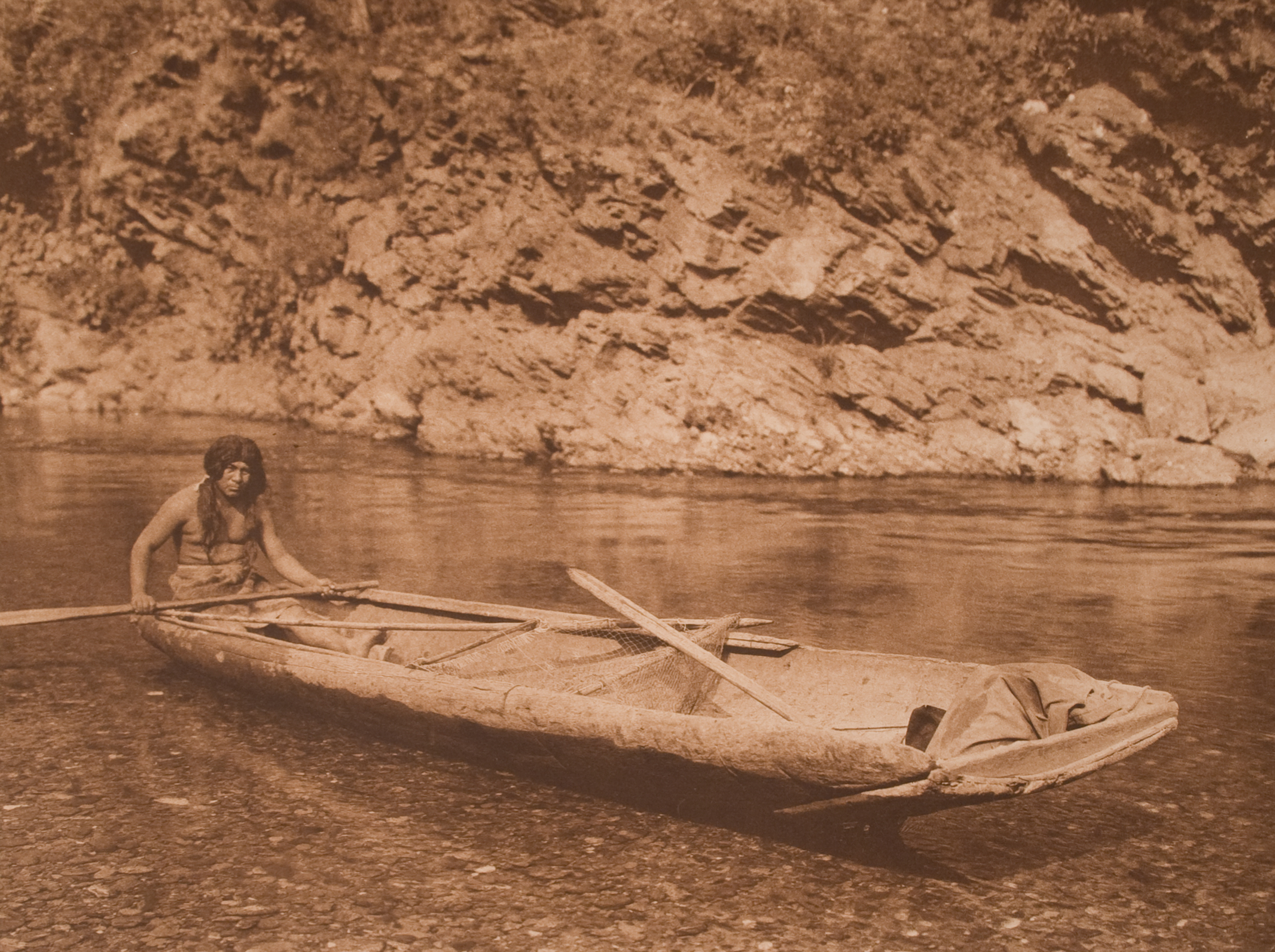
Un nativo Yurok su una canoa sul fiume Trinity in una fotografia di Edward S. Curtis, 1923 circa

Gli Yurok (lingua Karuk: Yurúkvaarar / Yurukvaara) sono un gruppo di Nativi americani originari del fiume Klamath e della costa pacifica, i cui insediamenti sono presenti nella California contemporanea da Trinidad nel sud a Crescent City nel nord. Come la maggior parte dei nativi americani, anche gli Yurok sono stati allontanati dalle loro proprietà, che appartengono adesso alle industrie del legname oppure al National Park Service.
Si riferiscono a sé stessi come "Oolekwoh". Il dialetto yurok appartiene alla famiglia delle lingue algiche e sta partecipando anch'essa a un tentativo di rivitalizzazione.
Oggi vivono nella riserva indiana yurok e nelle comunità vicine delle contee di Humboldt, Del Norte e Trinity. Sebbene la riserva comprenda 56 000 acri di terre continue, solo 5 000  acri sono di proprietà parziale della tribù.

## Storia
Gli Yurok vivevano in villaggi presso il fiume Klamath dal XIV secolo.

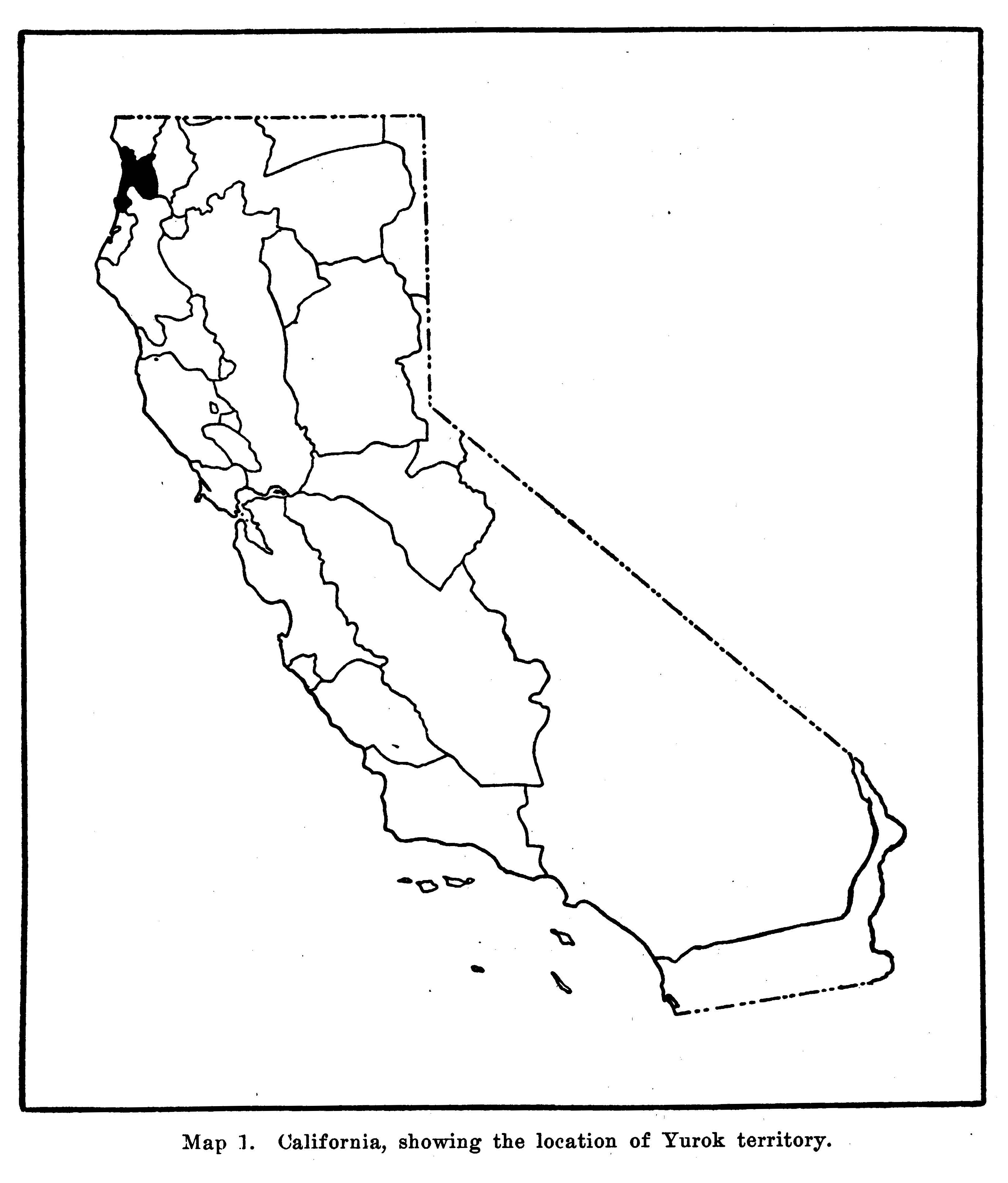
Mappa dei territori Yurok

I primi contatti con gli europei avvennero nel 1775 quando gli Spagnoli esplorarono i loro territori. I mercanti di pellicce e i cacciatori della Hudson's Bay Company arrivarono nel 1827. I successivi incontri con gli statunitensi nel 1850, in seguito alla corsa all'oro, provocarono nella popolazione locale una pesantissima epidemia che decimò la tribù del 75%. Nel 1885, fu creata la Lower Klamath River Indian Reservation per ordine esecutivo. I confini della riserva comprendono parte dei vecchi territori e villaggi Yurok.

### Yurok oggi
La pesca e la caccia rimangono fondamentali per la tribù, l'intaglio e l'intreccio sono ancora considerate arti esemplari per i nativi. Le danze tradizionali sono ancora compiute nelle cerimonie tribali.
Negli scorsi vent'anni, le aziende del legname hanno compromesso l'economia di sostentamento degli indigeni, spingendoli a vendere parte delle loro terre.
La tribù possiede e gestisce un casinò e sopravvive grazie al turismo nella zona.
Nel 2010, 217 oggetti sacri sono stati restituiti agli Yurok dalla Smithsonian Institution. Le piume di condor, i copricapi e le pelli di cervo appartenevano alla collezione da circa cent'anni e la mole del loro numero la rendono la più grande restituzione nella storia americana.

## Lingua
Lo yurok è, assieme al witoto, una delle due lingue algiche parlate in California. Al giorno d'oggi la lingua è parlata da un numero di persone compreso tra venti e cento. La lingua è tramandata tramite l'apprendistato o il canto.

## Alimentazione

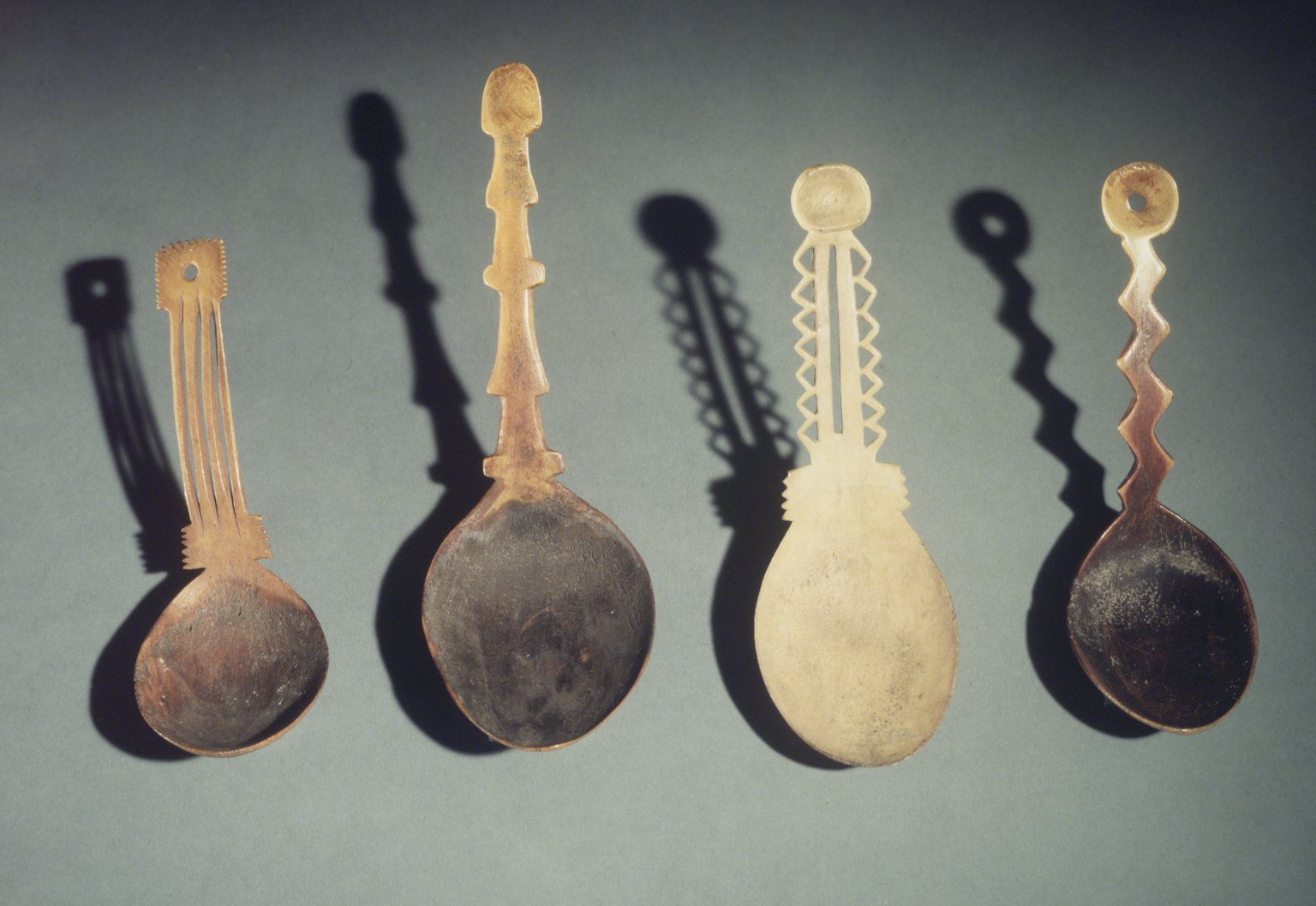
Cucchiai tradizionali

Pescano salmone nei fiumi e altri pesci nel mare, mentre cacciano e raccolgono piante nella riserva. Gli Yurok hanno una dieta onnivora molto diversificata, ma la carne delle balene spiaggiate era particolarmente apprezzata.

## Società

### Villaggi

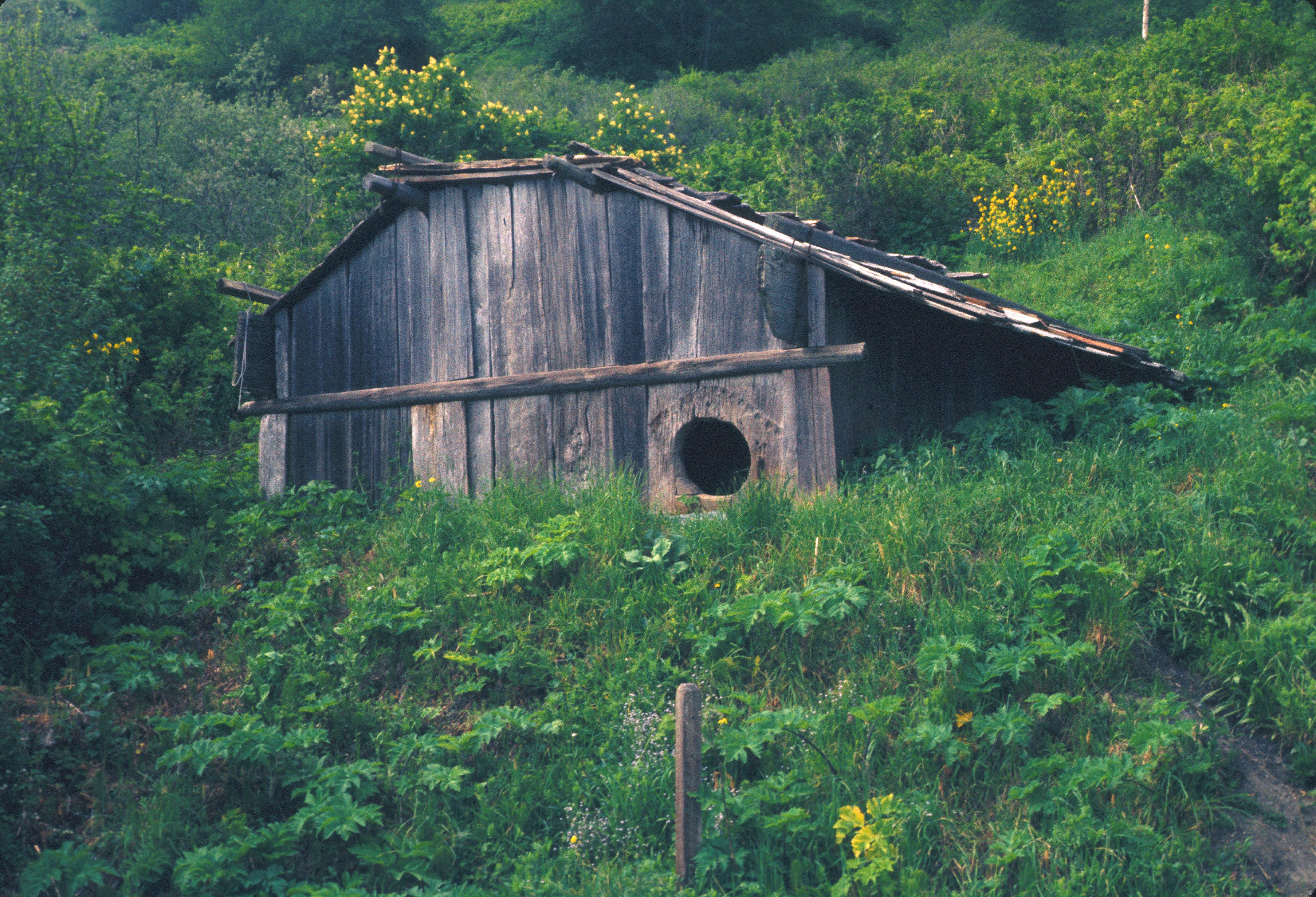
Una casa Yurok ricostruita nel Redwood National Park

I villaggi Yurok erano divisi in famiglie con rispettive case di proprietà del patriarca dal ramo paterno tra i parenti. Le abitazioni erano costituite anche da capanne sudatorie e da "tende mestruali". Le capanne sudatorie erano dei luoghi di ritrovo maschili, mentre le tende femminili servivano a ospitare le donne durante il loro ciclo mestruale. Inoltre, la terra era quasi esclusivamente proprietà maschile, passata di padre in figlio.

### Organizzazione sociale
La tribù non ha leader, ma in ogni villaggio un uomo ricco ed educato dagli anziani detto peyerk si atteggiava da capo. L'educazione di un peyerk comprendeva un rito di passaggio, durante il quale comunicava con il mondo naturale e gli spiriti. Vivevano in abitazioni più elevate rispetto alle altre, indossavano vesti più ricche e talvolta parlavano dialetti stranieri. I peyerk di diversi villaggi si riunivano abitualmente tra di loro per organizzare i riti e risolvere dispute.
Gli sciamani yurok erano prevalentemente donne, diventate tali dopo averne sognato l'obbligo. Un'assistente era tenuta ad aiutarla nelle danze e le cure della tribù consistevano in erbe, preghiere e rituali. Un altro loro dovere era quello di compiere delle cerimonie propiziatorie per la caccia e la pesca.
Ogni anno tutti i villaggi si ritrovavano per la cerimonia del rinnovamento del mondo, dove i danzatori erano tenuti a vestirsi con completi creati per l'occasione.
la società era divisa in syahhlew ("ricchi"), wa'soyowok' ("poveri") e ka'aal ("schiavi"). Gli syahhlew erano gli unici ai quali era concesso di praticare riti religiosi e si diventava schiavi principalmente per i debiti a un'altra famiglia. Più alto era il rango sociale di una persona, maggiore era ritenuto il valore della sua vita.

### Matrimonio
Quando una figlia si sposava, il marito era tenuto a pagare un pagamento alla sua famiglia. Il valore di un'unione aumentava in base al rango sociale della coppia. Se una donna desiderava divorziare e prendere con sé i figli, doveva ripagare il pegno del matrimonio.

## Demografia
Secondo un'osservazione del 2010, il numero totale degli Yurok è di 6 567 individui e, secondo la pagina web della tribù, la riserva ha un tasso di povertà del 80% e il 70% degli abitanti non ha un accesso a un servizio telefonico o a una rete elettrica.